# Георги Казалиев
Георги Казалиев е роден на 5 септември 1927 г. в с. Райково гр. Смолян.
В периода от 1949 до 1952 г. завършва Смолянския полувисш институт като специализира предмети като физика, химия, естествена история, математика.
Висшето си образование завършва в Софийския университет /1954 г.- 1961 г./специалност химия и физика.
Той участва в създаването на Централния художествен ансамбъл на гражданска повинност в София, където има контакти с личности като: Райна Кабаиванска, Георги Парцалев, т.нар. Пилето – имитатор, Керменлийски и др.
Единадесет години е учител в Райковската гимназия „В. Левски“, където преподава предмети като: математика, химия, физика, ботаника, астрономия и др. Тридесет и три години е старши преподавател в Смолянския институт.
Семеен е с две дъщери и четирима внука.
Политическите му възгледи са свързани с членството му в БКП.
Написал общо 35 книги, 15 от които са специално създадени за Райково и историята му, и 20 по съдържание са в полза на ученици и учители. Създава и първия учебник за учители по Гражданска отбрана.
Носител е на 76 надгръдни медала и ордени, както и 3-та степен признание „Кирил и Методий“, и на още 50 грамоти.
Удостоен заслужил званието краевед, достоен гражданин на Смолян и общината, носител на годишната награда на Смолян за краеведна литература и наградата „Златно перо“.
През своя дълъг житейски и професионален опит изнася за окръга над три хиляди лекции, написал е също над 700 статии във вестници, списания, местен печат. Обществената му дейност с право е оценена на много високо ниво.
Заглавия на някои негови книги са: „Светлини от пепелта“ – 5 части; „Рада Казалиева“.
За неговия произход е интересно да се отбележи, че той е потомък на първия свещеник в региона Петър Димитров, както и на първата учителка и поетеса с национално значение Рада Казалиева. Интересен е фактът още, че жена му Елена Казалиева произхожда от рода на даскал Димо.
Осъществявайки професионалните си дейности Георги Казалиев визира едни от най-интересните срещи, които има с личности като: съветския космонавт Рукавишников, Георги Иванов, присъства и на среща с Юрий Гагарин на която впоследствие не е допуснат. Друга среща е с известния академик Амбарцумян, който казва, че когато Родопа се е нагъвала е направила естествено място за Обсерватория. Това е и причината тя да бъде построена в гр. Смолян.
Изявите на Георги Казалиев не свършват дотук. Хорист е, диригент, участва в различни обществени организации, основател на Първото астрономическо дружество, създадено три години по-рано преди софийското. Има възможност да контактува с редица висши политически ръководители, а по отношение на Гражданската отбрана изнася общо около две хиляди лекции.

## Почит
- 2012 г. – удостоен посмъртно със званието „Почетен гражданин на Смолян“[2]